# Armant (Hunderasse)
Der Armant ist eine ägyptische Hunderasse, die nicht von der FCI anerkannt wird.

## Herkunft und Geschichtliches
Die Armeen Napoleons brachten den Vorfahren vom Type Briard nach Ägypten, wo er sich mit einheimischen Hunden mischte. Der Name ist abgeleitet von der Stadt Armant im nördlichen Ägypten. Heute ist es, bedingt durch die Kriegswirren im 20. Jahrhundert, nicht sicher, dass es diesen Typ noch gibt; Reisende berichten, dass sie ihn noch angetroffen hätten, allerdings in einer breiten Vielfalt.

## Beschreibung
Großer, quadratischer kraftvoller Hund mit breitem Fang und zottigem Fell. Die Ohren sind klein und stehend oder werden als Kippohr getragen. Oft sind Haarschopf, Fang und Vorbrust weiß. Eingesetzt wird er sowohl als Treibhund als auch als Herdenschutzhund. Auf Grund ihres Beschützerverhaltens werden diese Hunde im Arabischen manchmal auch Sabe, Löwe, genannt.